# Plukon Food Group
Die Plukon Food Group ist eine international tätige Unternehmensgruppe der Fleischindustrie. Sie ist eines der größten Verarbeiter von Geflügelfleisch in Europa.
Die gesamten Aktivitäten sind im Unternehmen Bankiva B.V. mit Hauptsitz in Wezep in den Niederlanden gebündelt. Die Unternehmensgruppe hat drei Anteilseigner: die deutsche EW Group, das niederländische Futtermittelunternehmen De Heus und die Geschäftsführer um Peter Poortinga, die gemeinsam 25 % der Anteile besitzen.

## Geschichte
1964 wurde die Marke Friki gegründet, an die Plukon Produkte lieferte. Unter der Marke Friki wurde der Einzelhandel in den Niederlanden und Deutschland beliefert.
1978 fusionierte Friki mit dem Geflügelunternehmen Bekebrede in Barneveld zur Pluimvee Kombinatie Nederland. 2010 wurde Plukon unabhängig.
Im Jahr 2015 stieg die EW Group als Anteilseigner bei der Plukon Food Group ein. In den Folgejahren übernahm die Plukon Food Group den französischen Geflügelproduzenten DUC, den spanischen Geflügelproduzenten VMR sowie die deutsche Brüterei Optibrut.
Seit dem 14. Januar 2021 hält Plukon 43 % der Anteile am Unternehmen Noblesse Proteïns BV, das Schlachtabfälle verarbeitet.
2023 erwarb Plukon die spanischen Geflügelunternehmen Redondo sowie Sambau, im Januar 2025 außerdem die Grupo Avícola Hidalgo.
Im Mai 2024 gab Plukon die Übernahme des dänischen Geschäfts von HKFoods bekannt.

## Struktur und Kennzahlen
Die Plukon Food Group betreibt 30 Niederlassungen in den Niederlanden, Deutschland, Polen, Belgien, Frankreich und Spanien. Insgesamt beschäftigt die Plukon Food Group nach eigenen Angaben etwa 9000 Mitarbeiter; die wöchentliche Schlachtkapazität beträgt rund 8,9 Millionen Hähnchen. Der Umsatz des Unternehmens belief sich im Jahr 2022 auf 2,8 Milliarden Euro.
Die wichtigsten Absatzgebiete der Plukon Food Group sind die Niederlande, Deutschland, Belgien, Frankreich, das Vereinigte Königreich und Irland. In Deutschland werden die Produkte entweder frisch oder tiefgefroren unter den Marken Friki, Pingo, Stolle, Maiski, FairMast sowie Handelsmarken vermarktet.
Die Plukon Food Group war im Jahr 2019 mit einer Schlachtmenge von 426 Millionen Hühnern der zweitgrößte Hühnerfleischverarbeiter der EU sowie weltweit auf Platz 16. In der Mast kommen bei Plukon Eintagsküken der Hybridhuhn-Zuchtrasse Cobb des Lieferanten WIMEX-Gruppe zum Einsatz.
Dem fünfköpfigen Aufsichtsrat gehören die Deutschen Jürgen Steinemann (Vorsitzender) und Erich Wesjohann an.

## Plukon Food Group in Deutschland
Plukon Deutschland ist das fünft-größte Unternehmen in der Geflügelwirtschaft in Deutschland. 2023 erwirtschaftete Plukon Deutschland 620 Mio. Euro Umsatz.
Insgesamt beschäftigt Plukon Deutschland 1.400 Mitarbeiter und betreibt sechs Betriebsstätten:
- Plukon Visbek GmbH in Visbek, ehemals Stolle Visbek, gleichzeitig Verwaltungszentrale von Plukon Deutschland
- Plukon Brenz GmbH in Brenz, ehemals Stolle Brenz
- Plukon Gudensberg GmbH in Gudensberg, ehemals Stolle Gudensberg (Geflügelschlachthof, Kapazität: Stand 2020 ca. 28 Millionen Schlachtungen pro Jahr[20])
- Plukon Storkow GmbH in Storkow, ehemals Friki Storkow (Geflügelschlachthof, Kapazität: Stand 2020 bis zu 130.000 Schlachtungen täglich[21])
- Plukon Döbeln GmbH in Döbeln, ehemals Friki Döbeln
- Optibrut GmbH in Nordhorn

## Kontroversen
Am Standort in Gudensberg kam es seit 2014 wiederholt zu Protesten. Im Februar 2014 demonstrierten dort mehrere Hundert Menschen gegen einen geplanten Ausbau des Geflügelschlachthofs, im Folgejahr gab es eine weitere Demonstration. Im April 2021 protestierte die Gewerkschaft Nahrung-Genuss-Gaststätten für bessere Arbeitsbedingungen für die Plukon-Beschäftigten in Gudensberg. Am 27. Mai 2021 blockierten Aktive des Bündnisses Gemeinsam gegen die Tierindustrie die Zufahrten des Geflügelschlachthofs; das Bündnis kritisierte mangelnden Infektionsschutz für die Beschäftigten und forderte eine Schließung des Betriebs.